# ایلیمودا
ایلیمودا (به لاتین: Ilimuda) یک آتشفشان چینه‌ای در اندونزی است که در فلورس واقع شده‌است. ایلیمودا ۸۸۱ متر بالاتر از سطح دریا واقع شده‌است.